# The Divine Comedy
The Divine Comedy är en popgrupp från Nordirland, med Neil Hannon som frontman. Det var Neil Hannon som grundade bandet 1989, tillsammans med John McCullagh och Kevin Traynor. Bandets senaste album släpptes under 2010. Album har släppts 2016 och 2019.

## Diskografi

### Studioalbum
- Fanfare for the Comic Muse (1990)
- Liberation (1993)
- Promenade (1994)
- Casanova (1996)  #48 (Storbritannien)
- A Short Album About Love (1997)  #13 (Storbritannien)
- Fin de Siècle (1998)  #9 (Storbritannien)
- Regeneration (2001)  #14 (Storbritannien)
- Absent Friends (2004)  #23 (Storbritannien)
- Victory for the Comic Muse (2006)  #43 (Storbritannien)
- Bang Goes the Knighthood (2010)

## Medlemmar
Den enda konstanta medlemmen i bandet sedan starten är Neil Hannon, men i bandet har även dessa varit med:
- Bryan Mills
- Chris Worsey
- Grant Gordon
- Ivor Talbot
- Joby Talbot
- John Allen
- John McCullagh
- Kevin Traynor
- Miggy Barradas
- Natalie Box
- Rob Farrer
- Simon Little
- Stuart 'Pinkie' Bates
- Lucy Wilkins
- John Evans